# X (jeu vidéo)
X (エックス, Ekkusu) est un jeu vidéo développé par Nintendo EAD et Argonaut Games et édité par Nintendo. Il s'agit d'un jeu de tir à la première personne sorti en 1992 sur Game Boy. Le jeu est conçu par Dylan Cuthbert et Yoshio Sakamoto. X est le premier jeu à proposer des graphismes en 3D sur une console portable. Alors même que Gunpei Yokoi n'a pas prévu cette fonctionnalité lorsqu'il pense la Game Boy, Dylan Cuthbert réussit à créer un programme permettant d'afficher des graphismes en 3D fil de fer.
Une suite voit le jour en 2010 sur le DSiWare, intitulée 3D Space Tank.

## Développement
X est conçu par Dylan Cuthbert et Yoshio Sakamoto, avec le soutien de développeurs de Nintendo EAD. Ne disposant pas de kit de développement pour la Game Boy, les développeurs d'Argonaut Games doivent procéder à la rétro-ingénierie du système. Ils développent ensuite un prototype de jeu qui affiche des graphismes en trois dimensions en fil de fer, qu'ils présentent à Nintendo. Gunpei Yokoi, le créateur de la Game Boy, est particulièrement impressionné par le prototype. À la suite d'une réunion avec Nintendo, la société accepte de participer au développement du jeu et d'en assurer l'édition. Il s'agit du premier jeu à afficher des graphismes en trois dimensions sur Game Boy.
La musique du jeu est composée par Kazumi Totaka, qui intègre la mélodie de Totaka en tant qu'easter egg, faisant de X le premier jeu à la contenir.